# 홍동명
홍동명(1984년 8월 14일 ~ )은 대한민국의 개그맨, 가수이다.

## 방송
- 웃찾사
  - 만사마(2005)
  - 몽키브라더스 몽키 쓰리 역(2006)
  - 들이대
  - 비트보이즈(2005~2006)

- 개그투나잇
  - 말하는 야옹이 주인 역
  - 뻔데기 펀 돌멩이 역
  - 술이야 국가대표 친구 역(2012)

- 웃찾사
  - 은밀하게 재미있게 동구 원류한 역
  - 챔피언 명구 동생이자 코치 역

- 코미디빅리그
  - 학교전설 김우빈(강완서)의 친구 역
  - 게임특목고 전학생 역
  - 코빅법정 가해자(2015년 2쿼터), 경찰(2015년 3쿼터) 역

## 음반
- 다홍 싱글 1집 My Lady

-<T> My lady(Feat. Mathi)
- 다홍 싱글 2집 솔로가 좋아

-<T> 솔로가 좋아(+진민호)
- 다홍 싱글 3집 나의 유감스러운 남자친구 OST

-<T> 애매해(+진민호)
(나머지 생략)
- 트리플악셀 1집

-<T> 싹

## 수상
2009년 대한민국 육군 참모총장상